# Puerto de El Peñón
El puerto de El Peñón, también denominado Alto de Escuredo, es un paso de montaña situado a 1840 m de altitud a caballo entre las comarcas de Sanabria, en la zona noroeste de la provincia de Zamora, y La Cabrera, en el suroeste de la provincia de León.

## Descripción
Comunica los municipios de Rosinos de la Requejada y Truchas por la ZA-L-2683 y la LE-230-10 , entre los pueblos de Escuredo y Truchillas.
- Datos: Q97184755